# Масерија Спакабиланча (Потенца)
Масерија Спакабиланча (итал. Masseria Spaccabilancia) је насеље у Италији у округу Потенца, региону Базиликата.
Према процени из 2011. у насељу је живело 35 становника. Насеље се налази на надморској висини од 907 м.